# Francesco Capacchione
Francesco Capacchione (Barletta, 12 maggio 1903 – Barletta, 24 dicembre 1994) è stato un politico italiano.
Di professione avvocato penalista, venne eletto alla Camera dei deputati nella prima Legislatura nelle file del Partito Socialista Italiano alle elezioni del 18 aprile 1948 e confermato nella seconda.